# Euro Disco
Euro Disco [ˈjʊəɹəʊˌdɪskəʊ] ist eine in den 1970er Jahren aufgekommene Stilrichtung innerhalb der elektronischen Tanzmusik, die sich hauptsächlich durch elektronische Instrumente (Synthesizer, Keyboards und Drumcomputer) auszeichnet. Der Euro Disco ist einer der Vorläufer der in den 1990er Jahren populären Eurodance-Musik.

## Stil
Der Euro Disco baut auf dem für Dance-Musik üblichen 4/4-Takt auf. Der Begriff wurde primär für den Mix von Synthie-Pop mit Italo Disco verwendet, wobei sich der Euro Disco meist durch einen stärker ausgeprägten Bass auszeichnet und die Melodien oft weniger sphärisch und abwechslungsreich sind. Aufgrund der ausgeprägteren und daher klarer hörbaren 4/4-Schläge lassen sich Tänze wie beispielsweise der Discofox zu Euro Disco-Musik einfacher tanzen als auf Italo Disco.

## Geschichte
Erste Vertreter, die die Disco-Welle aus den USA aufgriffen, kamen aus England, wo schon Anfang der 1970er Jahre mit eigenen Variationen der Soul-Musik experimentiert wurde. 
Weltweit populär wurde ab Mitte der 1970er Jahre insbesondere der in München produzierte Munich Sound des Produzenten Giorgio Moroder, der unter anderem mit den Künstlern Donna Summer und Silver Convention Nr. 1-Hits in den Charts erzielte. Charterfolge feierte ebenfalls Moroders Discoprojekt Munich Machine.
Die von Frank Farian produzierte Gruppe Boney M. war eine weitere erfolgreiche deutsche Euro-Disco-Gründung.
In den 1980er Jahren wurden in Deutschland Produzenten wie Dieter Bohlen und Luis Rodriguez mit Gruppen wie Modern Talking oder Einzelinterpreten wie C. C. Catch erfolgreich. Des Weiteren prägten unter anderem Bad Boys Blue, Fancy und Sandra den Stil.
In Großbritannien waren unter anderem das Produzententrio Stock Aitken Waterman mit den Musikern Mel & Kim, Kylie Minogue und Rick Astley wichtige Vertreter. Auch Gruppen wie die Pet Shop Boys bewegten sich mit ihrem Sound sehr nahe an Euro Disco, wenn auch im Vergleich zu ihren kontinentaleuropäischen Zeitgenossen immer mit einer gewissen ironischen Distanz.
In Russland haben einheimische Gruppen wie Mirasch oder Laskowy Mai zur Popularität beigetragen.
Euro Disco hatte Einfluss auf das Genre Italo Disco, welches sich in den frühen 1980er Jahren als eigenes Genre etablierte.
Etwa um das Jahr 1990 entwickelte sich Euro Disco zusammen mit Italo Disco zum Eurodance.